# ناوسی
ناوسی (به چکی: Návsí) یک منطقهٔ مسکونی در جمهوری چک است که در ناحیه فریدک-میستک واقع شده‌است. ناوسی ۱۹٫۶۳ کیلومتر مربع مساحت و ۳٬۸۱۰ نفر جمعیت دارد و ۳۸۶ متر بالاتر از سطح دریا واقع شده‌است.